# Leptodictyum
Leptodictyum, rod pravih mahovina iz porodice Amblystegiaceae, dio reda Hypnales. Postoji nekoliko priznatih vrsta raširenih po svim kontinentima.

## Vrste
1. Leptodictyum humile Ochyra, 1981
2. Leptodictyum kurdicum Brotherus, 1925
3. Leptodictyum loeskei Brotherus, 1925
4. Leptodictyum mizushimae Kanda, 1975
5. Leptodictyum riparium (Hedw.) Warnst.
6. Leptodictyum wallacei B.H.Allen & Magill